# Psicoterapia desconstrutiva dinâmica
A psicoterapia desconstrutiva dinâmica (PDD) é um tratamento baseado em evidências para o transtorno de personalidade borderline .

## Objetivos
Os objetivos da PDD são: (1) conectar-se com as próprias experiências emocionais para desenvolver um senso integrado de identidade e (2) conectar-se com os outros de maneiras mais autênticas, de modo a melhorar a qualidade dos relacionamentos.

## Foco do tratamento
O foco principal do tratamento são as interações sociais recentes. Três conjuntos de técnicas são empregadas: Associação, Atribuição e Alteridade. Com as técnicas de associação, o terapeuta ajuda o paciente a desenvolver uma sequência narrativa de uma determinada interação e a identificar as emoções que este pode ter experimentado. Com as técnicas de atribuição, o terapeuta ajuda o paciente a examinar maneiras alternativas de interpretar a interação, desconstruindo assim atribuições rígidas e polarizadas em relação a si mesmo e aos outros, e abrindo perspectivas novas e mais complexas. Com as técnicas do alteridade, o terapeuta fornece experiências desconstrutivas dentro da relação terapeuta-cliente que apoiam a individuação e ajudam a desconstruir experiencialmente atribuições rígidas e polarizadas.

## Procedimento de tratamento
A PDD é oferecida semanalmente em sessões de 45-50 minutos. Entre as sessões, os clientes são incentivados a trabalhar na sua conexão com as suas experiências emocionais usando as Folhas de Conexão Diária e a tentar desenvolver relacionamentos mais autênticos e individualizados fora do tratamento.
A PDD é um tratamento por tempo limitado que passa por quatro estágios sequenciais com a duração pré-determinada de 12 meses. A expectativa não é que o cliente seja curado em 12 meses, mas que esteja suficientemente recuperado para deixar o tratamento intensivo de saúde mental. Para os pacientes que não estão prontos para esta etapa ao final de 12 meses, sessões de manutenção mensais ou blocos de 6 meses de sessões de reforço semanais estão disponíveis.

## Mecanismos de mudança
A pesquisa neurocientífica sugere que os indivíduos com transtorno de personalidade borderline processam as experiências emocionais por meio de vias neurais aberrantes no cérebro . Eles são menos propensos a usar meios que envolvem regiões corticais de nível superior responsáveis pela memória episódica, integração, verbalização, regulação do humor e tomada de perspectiva. Em vez disso, eles tendem a ativar vias neurais mais primitivas na região límbica do cérebro responsável pela ansiedade, respostas de medo e impulsividade Também está estabelecido pela pesquisa neurocientífica que o simples ato de identificar e rotular emoções pode reduzir a ativação de sistema límbico e reduzir a excitação fisiológica.
Ao recontar repetidamente as interações sociais recentes, identificar emoções e colocá-las em perspectiva, a PDD tem a hipótese de ativar as vias corticais de nível superior, fortalecendo-as e corrigindo os déficits em como as emoções são processadas no cérebro. A analogia usada é a fisioterapia após o derrame; a fisioterapia ativa repetidamente as vias dos neurónios motores no cérebro, fortalecendo-os e restaurando o controle sobre o funcionamento muscular e o movimento voluntário.[carece de fontes?]

## Eficácia
Em estudos separados, a PDD demonstrou melhorar os sintomas do transtorno de personalidade limítrofe (TPL), depressão e dissociação, diminuir o uso de hospitalização, comportamentos mal-adaptativos, como tentativas de suicídio, automutilação e uso indevido de substâncias, e melhorar o funcionamento. Num pequeno ensaio clínico randomizado de PDD para TPB e transtorno de uso de álcool concomitantes, os clientes que receberam PDD obtiveram melhora significativamente maior nos sintomas de TPB, depressão e funcionamento social do que aqueles que receberam tratamento comunitário de igual intensidade. 90% dos pacientes que completaram 12 meses de PDD alcançaram uma mudança clinicamente significativa nos sintomas de TPB. A maioria dos participantes continuou a melhorar após o fim do tratamento com PDD, com melhora significativa observada no comportamento parassuicida, consumo excessivo de álcool e uso de drogas recreativas. Um estudo que examinou os mecanismos de mudança indicou que a adesão do terapeuta às técnicas de PDD previu fortemente a melhora dos sintomas, sugerindo assim eficácia terapêutica específica para as técnicas de PDD.
Uma série de casos de clientes com TPB concomitante e transtorno dissociativo de identidade indicou que a PDD foi associada a melhora acentuada nos sintomas dissociativos ao longo de 12 meses.
Um estudo observacional comparando resultados naturalísticos da PDD e da terapia comportamental dialética (TCD) em clientes refratários ao tratamento atendidos numa clínica médica universitária indicou uma melhora significativa nos clientes tratados com PDD do que TCD numa ampla gama de resultados, incluindo sintomas de TPB, depressão, deficiência e automutilação Após uma revisão independente pela Administração de Abuso de Substâncias e Serviços de Saúde Mental do governo dos Estados Unidos, a PDD foi incluído no seu Registo Nacional de Programas e Práticas Baseados em Evidências (ver www.nrepp.samhsa.gov).